# یون‌اشتات
شهر یون‌اشتاتدر ایالت زاکسن در کشور آلمان واقع شده‌است.